# Эвкалипт богатый
Эвкалипт богатый или эвкалипт тимоловый (лат. Eucalyptus dives) — вечнозелёное дерево, вид рода Эвкалипт (Eucalyptus) семейства Миртовые (Myrtaceae).

## Распространение и экология
В природе ареал охватывает юго-восток Австралии — штаты Новый Южный Уэльс и Виктория.
Выдерживает без повреждений кратковременное понижение температуры до -10 °C, но при продолжительных морозах отмерзает до корня. 
|                                                                |
|                                                                |
|                                                                |
| Сверху вниз. Молодые листья. Взрослые листья. Цветки и бутоны. |

## Ботаническое описание
Дерево высотой до 18—20 м с коротким стволом 1 м в диаметре и раскидистой кроной.
Кора грубая, остающаяся на стволе и главных ветвях.
Молодыее листья супротивные, в большом количестве пар, сидячие или стеблеобъемлющиё, яйцевидные, сердцевидные или широко ланцетные, длиной 3—10 см, шириной 2—5 см, сизые, толстые, кожистые, с сильным запахом. Взрослые — очерёдные, черешковые, широко ланцетные, сравнительно толстые, длиной 10—15 см, шириной 2-3 см.
Зонтики пазушные, 7—15-цветковые, на сжатых ножках длиной 10—15 мм; бутоны булавовидные, обычно тупые, длиной 7 мм, диаметром 5 мм; крышечка полушаровидная, короче трубки цветоложа; пыльники почковидные, гнёзда расходящиеся, сросшиеся у вершины.
Плоды на ножках, полушаровидные или грушевидные, длиной 6—8 мм, диаметром 6—7 мм; диск выпуклый, створки вдавлены или слабо выдвинуты.
На родине цветёт в сентябре — октябре; на Черноморском побережье Кавказа — апреле — июне.

## Значение и применение
Древесина светлая, низкого качества.
Листья и побеги содержат эфирное эвкалиптовое масло (2,8 %), состоящее из фелландрена, пинена, пиперитона, цинеола. Масло используется в промышленности и медицине.

## Таксономия
Eucalyptus dives Schauer in Walp., Repertorium Botanices Systematicae. 2(5): 926. 1843.
Входит в род Эвкалипт (Eucalyptus) подсемейства Миртовые (Myrtoideae) семейства Миртовые (Myrtaceae) порядка Миртоцветные (Myrtales).
Синоним
- Eucalyptus amygdalina var. latifolia H.Deane[англ.] & Maiden, Proc. Linn. Soc. New South Wales[исп.] 20: 609. 1896.